# James Gallagher
James Gallagher (Strabane, 24 ottobre 1996) è un artista marziale misto britannico.
Combatte nella divisione dei pesi piuma nella federazione statunitense Bellator.

## Risultati nelle arti marziali miste
| Risultato | Record | Avversario         | Metodo                           | Evento                                        | Data              | Round | Tempo | Città                     | Note                            |
| --------- | ------ | ------------------ | -------------------------------- | --------------------------------------------- | ----------------- | ----- | ----- | ------------------------- | ------------------------------- |
| Vittoria  | 11-1   | Callum Ellenor     | Sottomissione (Rear naked choke) | Bellator Milan 3                              | 3 ottobre 2020    | 1     | 4:31  | Milano, Italia            |                                 |
| Vittoria  | 10-1   | Roman Salazar      | Sottomissione (Guillotine Choke) | Bellator 227                                  | 27 settembre 2019 | 1     | 0:35  | Dublino, Irlanda          |                                 |
| Vittoria  | 9-1    | Jeremiah Labiano   | Decisione (Unanime)              | Bellator 223                                  | 22 giugno 2019    | 3     | 5:00  | Londra, Inghilterra       |                                 |
| Vittoria  | 8-1    | Steven Graham      | Sottomissione (Rear-Naked Choke) | Bellator 217                                  | 23 febbraio 2019  | 1     | 2:29  | Dublino, Irlanda          |                                 |
| Sconfitta | 7-1    | Ricky Bandejas     | KO (Calcio alla testa e pugni)   | Bellator 204                                  | 17 agosto 2018    | 1     | 2:49  | Sioux Falls, Stati Uniti  |                                 |
| Vittoria  | 7-0    | Chinzo Machida     | Sottomissione (Rear naked choke) | Bellator NYC: Sonnen vs. Silva / Bellator 180 | 24 giugno 2017    | 1     | 2:22  | New York, Stati Uniti     |                                 |
| Vittoria  | 6-0    | Kirill Medvedovsky | Sottomissione (Rear-Naked Choke) | Bellator 173 McGeary vs. McDermott            | 24 febbraio 2017  | 1     | 1:53  | Belfast, Irlanda del Nord |                                 |
| Vittoria  | 5-0    | Anthony Taylor     | Sottomissione (Rear-Naked Choke) | Bellator 169: King Mo vs. Ishii               | 16 dicembre 2016  | 3     | 1:52  | Dublino, Irlanda          |                                 |
| Vittoria  | 4-0    | Mike Cutting       | Decisione (Unanime)              | Bellator 158: Daley vs. Lima                  | 16 luglio 2016    | 3     | 5:00  | Londra, Inghilterra       | Debutto in Bellator, pesi piuma |
| Vittoria  | 3-0    | Gerard Gilmore     | Sottomissione (Rear-Naked Choke) | BAMMA 24 KONE VS. PHILLIPS                    | 27 febbraio 2016  | 1     | 2:55  | Dublino, Irlanda          |                                 |
| Vittoria  | 2-0    | Declan McAleenan   | Sottomissione (Guillotine Choke) | CFC Chaos Fighting Championship 15            | 5 dicembre 2015   |       |       | Derry, Irlanda del Nord   |                                 |
| Vittoria  | 1–0    | Denis Ahern        | Sottomissione (Rear-Naked Choke) | CK Cage Kings 3                               | 17 ottobre 2015   |       |       | Cork, Irlanda             |                                 |